# Qeshlāq-e Mehr Chīn
Qeshlāq-e Mehr Chīn (persiska: قشلاق مهر چین, Qeshlāq, قشلاق) är en ort i Iran.   Den ligger i provinsen Teheran, i den norra delen av landet, 40 km väster om huvudstaden Teheran. Qeshlāq-e Mehr Chīn ligger 1 107 meter över havet och antalet invånare är 140.
Terrängen runt Qeshlāq-e Mehr Chīn är platt.Runt Qeshlāq-e Mehr Chīn är det tätbefolkat, med 947 invånare per kvadratkilometer. Närmaste större samhälle är Nasīm Shahr, 18,0 km öster om Qeshlāq-e Mehr Chīn. Trakten runt Qeshlāq-e Mehr Chīn består till största delen av jordbruksmark.